# Prowincja Campobasso
Prowincja Campobasso (wł. Provincia di Campobasso) – prowincja we Włoszech. 
Nadrzędną jednostką podziału administracyjnego jest region (tu: Molise), a podrzędną jest gmina.
Liczba gmin w prowincji: 83.